# Лаза К. Лазаревић
Лазар Лаза К. Лазаревић (Шабац, 13. мај 1851 — Београд, 10. јануар 1891) био је српски књижевник, психијатар и неуролог.
По њему је добила име Специјална болница за психијатријске болести Др Лаза Лазаревић у Београду и у Падинској Скели.

## Биографија
Његов отац Кузман, пореклом из Херцеговине, држао је са братом Михаилом трговачку радњу. Мајка Јелка, кћи шабачког кујунџије, оставши сироче удаје се за петнаест година старијег Кузмана у својој петнаестој години. У породици Лазаревић владао је примеран патријархалан ред. Када је Лаза имао девет година изненада му умре отац а годину дана касније и стриц Михаило. Тешке прилике у које је запала породица наметале су Лазаревићевој мајци велику одговорност. Она је требало да води рачуна и изведе на прави пут четворо деце, Лазу и његове три сестре: Евицу (1842), Милку (1844) и Катицу (1857). Његова сестра Милка била је удата за Милорада Поповића Шапчанина. Лазина приврженост породици одразила се на његов књижевни рад. Култ породице и жртвовање њеним интересима је стално био присутан како у животу тако и у делима овог писца.
Основну школу и четири разреда гимназије Лазаревић је завршио у Шапцу,а после очеве смрти пети и шести разред гимназије завршава у Београду. Његов отац је био пренумерант на многе књиге које су тада излазиле па је Лазаревић већ у раном детињству имао прилику да се упозна и заволи књижевност. У јесен 1867. када му је било шеснаест година, Лазаревић уписује Правни факултет Велике школе. Постао је секретар великошколског удружења „Побратимство“. Током студија права у Београду Лазаревић је био под утицајем Светозара Марковића и одушевљење за руски језик и књижевност захвата и Лазаревића, који је учио руски језик и читао дела руских револуционарних демократа Чернишевског, Писарева и Доброљубова. Пре него што је завршио права 15. јануара 1871. године изабран је за државног питомца да студира медицину у Паризу али му је стипендија одузета због прилика које су настале услед француско-пруског рата и касније Париске комуне. Након тога, Лазаревић завршава права и постаје практикант Министарства просвете. . На обновљеном конкурску 1872. године добио јe државну стипендију за студије медицине овог пута у Берлину. За време Српско-турског рата 1876 — 1877. Лазаревић прекида студије пошто је позван на војну дужност. Служио је као лекарски помоћник и био одликован сребрном медаљом за ревносну службу. Вративши се у Берлин завршава студије медицине 8. марта 1879. По повратку у Београд постављен је за лекара београдског округа а 1881. године постао је први лекар Опште државне болнице у Београду. Исте године Лазаревић се оженио Полексијом, сестром свог друга Косте Христића, са којом је имао три сина: Милорада, Кузмана и Владана и ћерку Анђелију (видети Вучић-Перишићи). Кузман је преминуо након годину дана а Владан две године по рођењу. Упоредо са напорном праксом радио је и на књижевности. За десет година написао је свега девет приповедака док је осам остало недовршено. Почетком 1888. изабран је за члана Српске академије наука за заслуге на књижевном пољу. Фебруара 1889. постаје лични лекар краља Милана и бива унапређен у чин санитетског потпуковника. Српска академија наука је 8. јула 1890. наградила Лазаревићеву последњу приповетку „Он зна све“.Од 1884. године разболео се од Туберкулозе а 10. јануара 1891. (29. децембра 1890. по јулијанском календару) Лаза Лазаревић је преминуо.

## Преводилачки рад
У јуну 1868. Лазаревић објављује у часопису „Вила“ превод „Како је постало и напредовало позориште у старих Грка“. Децембра исте године, такође у часопису „Вила“ објављује превод „Припитомљавање наше домаће животиње“.
У новембру и децембру 1869. године, у часопису „Матица“ штампа превод одломка „Особењак“ из романа Чернишевског „Шта да се ради“ а наредне године, такође у „Матици“ објављује превод Гогољеве приповетке „Ђавоља посла“ и заједно са једним другом преводи позоришни комад „Царица“ од Е. Скриба и дело „Пуковник и војник“.

## Књижевни рад
Лаза Лазаревић припада писцима реализма. Сматра се творцем српске психолошке приповетке. Своје приповетке Лазаревић је објављивао у часописима а објавио је само једну књигу под називом „Шест приповедака“ јула 1886. године. Написао је девет приповедака док је осам остало недовршено. За живота је објавио осам приповедака: „Први пут с оцем на јутрење“, „Школска икона“, „У добри час хајдуци!“, „На бунару“, „Вертер“, „Све ће то народ позлатити“, „Ветар“ и „Он зна све“. Приповетку „Швабица“ тада није објавио јер је, како многи верују, била сувише аутобиографска. Објављена је тек седам година након пишчеве смрти 1898. године у књизи „Приповетке Лазе К. Лазаревића“ коју је приредио Љубомир Јовановић. Све његове приповетке могу се поделити на приповетке из градског и на приповетке из сеоског живота. Карактеристика Лазаревићевих приповедака је идеализација и величање патријархалног света и породичне задруге којој се све жртвује па чак и сопствена срећа.
Лазине недовршене приповетке „На село“, „Тешан“ и „Секција“, чији су фрагменти објављени након пишчеве смрти, приказују истинитију слику сељака него друге Лазаревићеве приповетке. У њима је више зрелости које писац дугује искуству.

## Приповетке
Први пут с оцем на јутрење
Приповетка Први пут с оцем на јутрење првобитно је имала наслов „Звона са цркве у Н.“ и објављена је у часопису „Српска зора“ 1879. године.
У овој приповеци је истакнут лик патријархалне жене, домаћице, мајке и супруге која уме да трпи и ћути али која проговара и узима ствар у своје руке у најмање очекиваном тренутку. Беспрекоран домаћин Митар научио је да се карта у друштву људи без патријархалне културе. Када је на картама изгубио своје имање, покушава себи да одузме живот али га у томе спречава жена која га враћа радном и пређашњем животу. Главни јунак приповетке Митар, насликан је са свим противречностима своје природе. Најпре је уредан и строг, затим изгубљен у великој страсти да би на крају био скрхан и разнежен. Догађаји су дати кроз посматрање деветогодишњег дечака. У овој приповеци кажњени су они који нарушавају патријархални морал. Перу Зелембаћа, који је Митра довео до руба пропасти, без икаквог објашњења писац је отерао на робију и на крају приповетке он туца камен у робијашкој хаљини док се Митар вратио на прави пут.
Школска икона
У марту 1880. године Лазаревић објављује приповетку Школска икона у дубровачком часопису „Словинац“. Уредник је источно наречје заменио јужним, а писац га у каснијим прештампавањима није мењао па је ово једина његова приповетка у јужном наречју. Мотив приповетке је сукоб идиличног патријархалног света, чији су представници узоран свештеник и поштени сељаци, са носиоцем револуционарних идеја које су оличене у лику новог учитеља. Он је представљен као самољубиви негатор постојеће традиције и као рушилац патријархалног друштва. Попа који је патријархални старешина села и врло правичан човек писац је приказао са несумњивим симпатијама. У сеоски идилични свет долази учитељ који уноси немир и у њега се заљубљује попова кћи Марија (Мара), која тиме упропаштава не само себе већ и оца. Поп спасавајући школску икону из запаљене школе задобија ране од којих убрзо и умире. На самрти он ипак опрашта ћерки која се покајала и која се враћа патријархалном свету који је хтела да напусти. Прва половина приповетке је далеко природнија и успелија од друге половине у којој писац не даје објашњења ни мотивацију за догађаје који су пресудни за јунаке.
У добри час хајдуци
Крајем јуна 1880. године у часопису „Отаџбина“ објављена је Лазаревићева приповетка „У добри час хајдуци!“. Догађаји испричани у њој много више личе на бајку него на реалну причу. Јунак Тиме врло лако излази на крај са три наоружана хајдука која упадају у кућу Угричића. Прича је спретно написана али у њој нема сладуњавости карактеристичне за друге Лазаревићеве приповетке. Тиме је непосредни учесник догађаја који се стицајем околности нашао у кући Угричића у датом тренутку. Разговор брата и сестре (Живка и Станије), којој се допада Тиме а који се не допада њеном брату јер му мањка храбрости и јер је Шваба, прекида долазак хајдука. Тиме долази и успева да савлада сву тројицу а Живко му одаје признање због храбрости. На крају приповетке Станија и Тиме су венчани а Живко хвали свога зета и говори како је прави Србенда.
На бунару
Приповетка „На бунару“ објављена је средином фебруара 1881. године у часопису „Отаџбина“ и представља уметнички најскладнију Лазаревићеву приповетку. Ради убедљивости Лазаревић у њој подражава сељачки начин говора. Приповетка велича задругу и приказује с једне стране оне које теже њеном уништењу, а с друге оне који је одржавају. У богату и стару задругу Ђенадића долази размажена и арогантна снаха Анока која својим понашањем и егоизмом прети да разори задругу. Господар задруге стари ђедо Матија то види те смишља како да снаху нагна на промену и покајање. Он нареди свима да само њу служе и у почетку је Анока беснела још више, да би се једне ноћи њен пркос сломио и она постаје најпокорнији члан задруге. На крају је ипак победила задруга, односно њен колективни принцип над индивидуалним.
Вертер
Први део „Вертера“ Лазаревић је објавио средином јуна 1881. године у „Отаџбини“, а остала три дела су објављена до септембра. Ова приповетка донекле представља пародију Гетеовог „Вертера“. Главни јунак Јанко, несрећно заљубљен у удату жену на крају приповетке се не убија као што је случај са Гетеовим јунаком већ бива исмејан и враћен на прави пут. Јанко је заправо жртва европског романтизма и правца који је назван вертеризам а који је ушао у моду захваљујући роману „Јади младог Вертера“. Он је био занесен овим делом па се, у једној бањи у Србији, и сам заљубљује у удату жену и чак помишља на самоубиство али га од те идеје одвраћају апотекар Катанић и муж жене у коју је Јанко заљубљен. Приповетка започиње као драма да би се завршила као комедија у којој на крају побеђује брачни морал. Нагли преокрет јунака није довољно мотивисан па сама приповетка губи на уметничкој вредности.
Све ће то народ позлатити
У јесен 1881. године Лазаревић пише приповетку „Све ће то народ позлатити“ а објављује је средином јануара 1882. године у „Отаџбини“. По мишљењу Милана Кашанина она представља једну од најистинитијих и најсавршенијих прича и изван оквира српске књижевности. То је једина Лазина приповетка која нема оптимистички преокрет. Постоје два јасно одвојена дела. У првом се даје слика људи који на пристаништу ишчекују долазак брода а у другом долазак брода и расплет. На почетку приповетке постоји контраст између уздржаног мајора Јелачића и његове среће што дочекује жену са дететом и узнемиреног Благоја казанџије и његове несреће што дочекује рањеног сина из рата. Контраст је и у самом Благоју, између његове унутрашње трагедије и спољашње равнодушности као и контраст између младог инвалида који је жртва и друштва које је равнодушно. Лазаревић је овде изнео слику друштва које не брине о онима који су се жртвовали за отаџбину и стаје на њихову страну.
Ветар
Почетком априла 1889. године у „Отаџбини“ објављена је Лазина приповетка „Ветар“. Главни јунак приповетке Јанко, одриче се љубави зарад мајке. Овде је култ мајке уздигнут до врхунца. Јанко се заљубљује у ћерку слепог Ђорђа која је лепа и племенита али пошто се мајци не допада његов избор и противи се браку јер не жели да јој се син ожени девојком коју види први пут у животу, тешка срца одустаје од своје среће како његова мајка не би била повређена. Сукоб жеље и моћи, разума и осећања је у средишту приповетке а драма се одвија на унутрашњем плану главног јунака.
Он зна све
„Он зна све“ је последња написана приповетка Лазе Лазаревића. Штампана је у августу 1890. године заједно са приповетком Симе Матавуља „Ново оружје“. Припада кругу градских приповедака. Главни лик Вучко Теофилович је представљен као енергичан, смео и чак помало диваљ младић. За разлику од типа Лазаревићевог интелектуалца, он је живљи и маркантнији. Већ на почетку писац представља свог јунака говорећи о његовим доживљајима и како су сви стрепели од њега, а он само од брата Видака. Лазаревић приказује психолошки однос између браће Вучка и Видака али даје и описе њиховог јахања коња са пријатељима и Видакову повреду. На крају приповетке браћа су равноправна у свему - послу, кући и имању.
Швабица
„Швабица“ је највероватније написана за време Лазаревићевих студија у Берлину и настала је на основу пишчевог непосредног доживљаја. Ова приповетка, необјављена за пишчева живота, написана је у форми писма које Миша шаље другу. Миша Маричић је млад студент медицине у Немачкој који се заљубљује у газдаричину ћерку „Швабицу“, то јест Ану. У писмима се Миша исповеда свом другу о свему што се дешава између њега и Ане. У Маричићу се одвија унутрашња драма и борба између личне среће и дужности према породици, између свог задовољства и породичног бола. Маричић не гледа на свој проблем само са социјалног становишта већ и са моралног. Он не жели да његова срећа нанесе бол и унесрећи његову породицу и пријатеље, а такође је и свестан да под тим условима ни он ни Ана не могу бити срећни. Миша се одриче велике љубави зарад добробити породице и њеног мира. Својим поступком је сломио и Анино и своје срце али је био у могућности да се врати породици коју је требало да издржава.

## Критички осврт и наслеђе
Лазаревић је у младости био и сам присталица нових идеја, противник старог морала и старог поретка, али је у основи био племенит и сентименталан, нимало рушилац и иноватор. Почео је да пише као зрео човек. Када је задруга почела да се руши, а породични морал да опада, код њега се јавила романтичарска тежња за прошлошћу. У борби између традиционалне мисли и нове, космополитске и рушилачке, он се определио за традицију, за све оно што је наше, за самоникле творевине српског и балканског духа. У сукобу између породице и личних прохтева појединаца, Лазаревић се ставио на страну породице. Нежне и осећајне природе, он је стварао лирску приповетку са етичким смером. Ранија критика, која је увек признавала високе уметничке вредности његових приповедака, критиковала је његове тенденције и називала га конзервативним писцем који је за љубав поуке често мелодраматично завршавао своје приче.
Међутим, ако се Лазаревић каткад и удаљавао од стварности, он је то ипак чинио из уметничких разлога: да у своје реалистичко сликање живота прожме дискретним лиризмом, племенитим и узвишеним идејама и осећањима. И у изражају он се углавном води уметничким разлозима. Посматрајући живот, он је запажао карактеристике типова, призора, разговора, бележио узгред, а доцније напорно и савесно тражио могућности како да ту грађу преточи у језику прикладно, неусиљено и концизно дело. Он је један од ретких српских писаца који су по цену великих напора тражили најбољи израз и најскладнији облик, који је умео да изабере фабулу, да је развије драматично, да кроз њу опише занимљиве епизоде, живе дијалоге, да да пластичне описе и узбудљива и нежна осећања. Читајући велике европске писце, нарочито Тургењева и Гогоља, он је на њиховим делима развио укус и учио вештину израза и компоновања. Лазаревић је књижевни посао схватио озбиљно и савесно; био је свестан да српској приповеци недостаје уметничка форма, а не надахнуће, и одиста је успео да је реформира и да српску приповетку уздигне на ниво европске уметничке приповетке.
За живота је називан српским Тургењевом.
Постоји и Награда Лаза К. Лазаревић која се додељује у Шапцу сваке године. Дело Лазе К. Лазаревића изучавала је Вукосава Милојевић која је о томе објавила монографију „Лаза К. Лазаревић” 1985. године  25119751.

## Адаптације
Лазаревићева дела су преточена на филмско платно:
- 1968. Све ће то народ позлатити (ТВ)
- 1968. Швабица (ТВ)
- 1968. Први пут с оцем на јутрење (ТВ)
- 1971. Све ће то народ позлатити (ТВ)
- 1976. У бањи једног дана (ТВ филм по мотивима приповетке "Вертер") (ТВ)
- 1980. Швабица (ТВ)
- 1992. Први пут с оцем на јутрење (ТВ)
- 1995. Све ће то народ позлатити (ТВ)